# كريج مازن
كريج مازن (بالإنجليزية: Craig Mazin)‏ (مواليد 8 أبريل 1971) هو كاتب سيناريو ومخرج أفلام أمريكي.

## النشأة
ولد في 8 أبريل 1971 ليبدأ مسيرته في عام 1983 ومن أشهر أعماله سلسلة أفلام صداع الكحول.

## وصلات خارجية
- كريج مازن على موقع IMDb (الإنجليزية)
- كريج مازن على موقع ألو سيني (الفرنسية)
- كريج مازن على موقع أول موفي (الإنجليزية)
- كريج مازن على موقع بوكس أوفيس موجو (الإنجليزية)
- كريج مازن على موقع قاعدة بيانات الأفلام السويدية (السويدية)
- كريج مازن على موقع قاعدة بيانات الفيلم (الإنجليزية)
- كريج مازن على موقع كينوبويسك (الروسية)